# Anna Matwiejewa
Anna Aleksandrowna Matwiejewa, (ros. Анна Александровна Матвеева, ur. 19 stycznia 1972 w Swierdłowsku) – rosyjska pisarka, dziennikarka, redaktorka. Rosyjski krytyk literacki Wiktor Toporow zakwalifikował jej twórczość jako uralski realizm magiczny.

## Życiorys
Anna Matwiejewa urodziła się 19 stycznia 1972 roku w Swierdłowsku w rodzinie lingwistów, wykładowców Uralskiego Uniwersytetu Państwowego im. Gorkiego. Po ukończeniu szkoły średniej studiowała na wydziale dziennikarstwa Uralskiego Uniwersytetu Państwowego, który ukończyła w 1994 roku. Pracowała jako dziennikarka i redaktorka w lokalnych gazetach, zaczęła publikować w latach 90. – w sumie opublikowała 17 książek, powieści i zbiorów opowiadań. W latach 2002–2010 była członkiem rady redakcyjnej czasopisma „Ural”. Mieszka w Jekaterynburgu. 
Nie miałam wielkiego wyboru, już w dzieciństwie wiedziałam, że zostanę pisarką. Równie mocno interesowała mnie jeszcze opera, ale dobrzy ludzie szybko uświadomili mi, że w tej dziedzinie nie mam żadnych szans. Skończyłam wydział dziennikarstwa i nigdy tego nie żałowałam – chociaż z czasem zaczęłam zauważać u siebie pewne braki w wiedzy, które musiałam samodzielnie uzupełniać. Jednak dziennikarstwo nauczyło mnie rozmawiać z ludźmi i zadawać im pytania, a to jest moim zdaniem cecha niezbędna dla pisarza - Anna Matwiejewa.

## Książki w języku polskim
- Lolotta i inne paryskie historie (ros. Лолотта и другие парижские истории), Centrum Polsko-Rosyjskiego Dialogu i Porozumienia, Warszawa 2019, ISBN 978-83-64486-65-4.
- Przełęcz Diatłowa. Tajemnica dziewięciorga, Wydawnictwo Mova 2020.

## Nagrody
- 1997 – laureatka nagrody Cosmopolitan.
- 1998 – laureatka nagrody  Cosmopolitan.
- 2001 – finalistka nagrody Bielkina.
- 2002 – laureatka nagrody czasopisma „Ural”.
- 2004 – laureatka nagrody Lo Stellato (Włochy) za najlepsze opowiadanie 2004 roku.
- 2011 – finalistka nagrody im. Jurija Kazakowa.
- 2013 –  finalistka nagrody Bolszaja Kniga.
- 2015 – finalistka nagrody Bolszaja Kniga.
- 2015 – nagroda publiczności konkursu Bolszaja Kniga.
- 2015 – finalistka nagrody Nacyonalnyj Bestseller.
- 2017 – nagroda im. Bażowa.